# Willem de Poorter
Willem de Poorter (ur. w 1608 w Haarlemie, zm. w 1668 tamże) – holenderski malarz barokowy.
Zachowane obrazy de Poortera to głównie małe alegorie historyczne i martwe natury z metalowymi przedmiotami. Choć w przeszłości niektórzy XIX-wieczni historycy uważali go za ucznia Rembrandta, w rzeczywistości mieszkał i pracował w Haarlemie, a nie w Amsterdamie. Został zarejestrowany jako malarz w Haarlemie w 1631, a w 1634 jako członek gildii św. Łukasza w Haarlemie. De Poorter miał wpływ na twórczość Hendricka Martensza. Sorgha.